# Gofraid ua Ímair
Gofraid o Gothfrith (en irlandès antic: Gofraid ua Ímair, nòrdic antic: Góröðr; mort el 934) va ser un cabdill nòrdic-gaèlic, monarca viking del regne de Dublín i, durant un breu temps, també rei de Northúmbria.

## Orígens
Gofraid era un dels nets d'Ímar, la dinastia nòrdica coneguda com a Uí Ímair, que junt amb els seus parents Sitric Cáech i Ragnall ua Ímair, seria molt influent i activa a Irlanda i nord de la Gran Bretanya.

## Biografia
La primera referència sobre Gofraid sorgeix el 918, quan acompanya Ragnall a la seva expedició a Northúmbria i participa en la batalla de Corbridge contra Constantí II d'Escòcia i Ealdred I de Bernícia. No va ser una batalla decisiva, però va permetre a Ragnall prendre el poder de Jòrvik (York). Sitric s'establiria com a governant de Dublín a la fi del 917, derrotant i matant el gran rei d'Irlanda Niall Glúndub el 14 de setembre del 919. Sitric es va unir a Ragnall i Gofraid a Northúmbria el 920, i va succeir a Ragnall el 921. Gofraid va tornar a Irlanda i va governar Dublín.

El 10 de novembre del 921, l'exèrcit de Gofraid arribà fins a Armagh, centre de culte de  sant Patrici i un dels llocs sants de l'església d'Irlanda. Els Annals de l'Ulster citen: 
| « | Les cases d'oració amb el seu annex per als malalts es van salvar de la destrucció, i també el monestir, llevat d'alguns habitatges que van ser cremats per descuit. | » |

Els historiadors Ó Cróinín i Woolf contrasten aquest fet amb els inicis de la conquesta vikinga d'Irlanda. Les incursions al nord de Gofraid van tenir un cert èxit al seu inici, però va acabar en una derrota per l'exèrcit liderat per Muirchertach mac Néill. Una expedició al regne de Limerick el 924 va poder tenir resultats mixtos, mentre que els Annals de l'Ulster afirmen que va acabar en desastre, els Annals d'Inisfallen esmenten que Gofraid «va prendre els ostatges del sud d'Irlanda»".
Un fill de Gofraid, Alpdann (nòrdic antic: Halfdan) va morir en batalla l'any 927 a Linn Duachaill (avui Annagassan), comtat de Louth. Muirchertach i els supervivents del seu exèrcit van assetjar els vikings fins que Gofraid va portar reforços des de Dublín per rescatar-lo. Sitric Cáech va morir el mateix any, i els Annals de l'Ulster afirmen que Gofraid va abandonar el regne de Dublín amb una flota. Sembla que va ser escollit com a rei de Jòrvik per succeir a Sitric, però als sis mesos ja estava de tornada a Dublín, després d'haver estat expulsat de Northúmbria pel rei anglès Etelstan.
Al seu retorn, Gofraid va continuar devastant Irlanda, amb incursions a Osraige i Leinster el 930 i els pillatges a Derc Ferna, (avui comtat de Kilkenny).
Gofraid va morir el 934 d'una malaltia, els Annals de l'Ulster el descriuen com «el rei més cruel dels homes del nord». El va succeir el seu fill Olaf Guthfrithsson (mort el 941), i un altre fill també governaria el regne de Dublín, Blácaire mac Gofrith.